# Tenábaris
Los ténabaris, tenábaris o tenebois son unos hilos de nylon o de cuerda de algodón donde están pegados o cosidos capullos secos de mariposa que han sido recolectados en el campo y que son rellenados con piedras pequeñas de hormiguero. Los ténabaris son parte del atuendo en las danzas de Pascola y Venado en las tribus yaquis y mayos principalmente (aunque el grupo étnico Guarijio y Tarahumara también los utiliza). Los tenabaris se ponen en las pantorrillas del danzante, los pascolas los enredan hasta la rodilla y el venado solo en los tobillos. Los tenabaris causan un sonido de pequeñas sonajas.
- Datos: Q6141714